# Livre des carrés
Le Livre des carrés (Liber Quadratorum en latin) est un livre sur l'algèbre, écrit par Leonardo Fibonacci et publié en 1225.

## Contenu
Il a été dédié à Frédéric II, Empereur du Saint Empire Romain. C'est un recueil de problèmes numériques, partie très impressionnante du travail de Fibonacci.
L'identité de Brahmagupta, aussi appelée « identité de Fibonacci », établissant que l'ensemble de toutes les sommes de deux carrés est fermé en vertu de la multiplication, y apparaît. Le livre anticipe les œuvres de mathématiciens ultérieurs comme Pierre de Fermat et Leonhard Euler. Le livre aborde plusieurs sujets en théorie des nombres ; parmi eux, une méthode inductive pour trouver des triplets pythagoriciens, basée sur la séquence d'entiers impairs, le fait que la somme des {\displaystyle n} premiers entiers impairs est {\displaystyle n^{2}} et la solution au problème des nombres congruents.

## Héritage
Dans l'Arithmétique de Tartaglia, Guillaume Gosselin, traducteur et commentateur, expose et résout les problèmes hérités de Fibonacci (Liber Quadratorum), par des méthodes empruntées à Diophante.